# 1770 Schlesinger
Az 1770 Schlesinger (ideiglenes jelöléssel 1967 JR) a Naprendszer kisbolygóövében található aszteroida. Carlos Ulrrico Cesco és Arnold Richard Klemola fedezte fel 1967. május 10-én.